# Аричи, Чезаре
Чезаре Аричи (итал. Cesare Arici; 2 июля 1782, Брешия, Ломбардия — 2 июля 1836, там же) — итальянский поэт, переводчик, педагог.

## Биография
Представитель знатной семьи Аричи из Брешии. С юных лет интересовался поэзией, латынью и греческой классикой. Изучал право и был судьей во времена режима Наполеона в Италии.
С 1810 года был преподавателем истории и литературы в местном классическом лицее (Liceo classico Arnaldo), когда же правительство уничтожило кафедры истории (1824), остался при лицее в качестве преподавателя латинского языка.
Известен как поэт с 1808 года. Сочинял произведения дидактического, мифологического и исторического характера, которые в своё время сделали его одним из самых видных представителей этих жанров. Создал большое эпическое произведение «La Gerusalemme distrutta», в котором воспевает разрушение Иерусалима при императоре Тите, но кончил только первые шесть песен (Брешия, 1808).
Занимался переводами, в том числе произведений Вергилия, Вакхилида и Катуллы.
В 1833—1835 годах печатался и издавал местную газету «Giornale della Provincia Bresciana».
Похоронен на Монументальном кладбище в Брешии.

## Избранные произведения
- «La coltivazione degli olives»
- «I Coralli» (Брешия, 1810),
- «La Pastorizia» (Брешия, 1814, в 6 книгах белыми стихами),
- «Il Campo santo di Brescia» (Брешия, 1823),
- «Versi sacri» (Милан, 1823),
- «L`origine delle fonti» (Милан, 1833),
- «La Gerusalemme distrutta» (Брешия, 1808).
- Переводы Вергилия (3 тома, Брешия, 1822).

Особенно ценится «Discorsi», напечатанное в «Commentarii» или в летописях Атенея Брешианского в 1828—1835 гг. После его смерти изданы «Prose e Poesie inedite» (Брешия, 1838). Полное собрание его произведений вышло в Брешии, 1808—1819 гг. (6 томов), позднее — дополненное в Падуе (1858).

## Память
- В 1882 году в его честь был назван Институт «Чезаре Аричи» в Брешии, включавший школу и гимназию.